# 1888 у футболі
Нижче наведені футбольні події 1888 року у всьому світі.

## Події
- 1 лютого лондонський «Арсенал» (в той час «Королівський Арсенал») переїжджає на свій перший постійний стадіон «Менор Граунд» (англ. «Manor Ground»), де проводить перший матч проти лондонського «Міллволла».
- За ініціативою менеджера футбольного клубу «Астон Вілла» Вільяма Мак-Грегора був заснований перший регулярний чемпіонат з футболу. Від імені свого клубу Мак-Грегор звернувся з пропозицією до решти 11 провідних клубів країни. Організаційне засідання пройшло в Лондоні 22 березня 1888 року. Усі питання остаточно були врегульовані 17 квітня цього ж року в Манчестері. Так з 12 клубів утворилося Футбольна ліга Англії, ініціатором заснування якої стала «Астон Вілла». Чемпіонат розпочався 8 вересня. Перший матч чемпіонату був зіграний між «Вест-Бромвіч Альбіоном» та «Сток Сіті» (підсумковий рахунок 2:0).
- Збірна Вельсу в Рексемі отримала найбільшу для себе перемогу в історії з рахунком 11:0 над збірною Ірландії.
- У місті Колката створена Індійська футбольна асоціація.

## Засновані клуби

### Велика Британія
- «Барнет», Барнет, Англія.
- «Волсолл», Волсолл, Англія.
- «Дартфорд», Дартфорд, Англія.
- «Селтік», Глазго, Шотландія.
- «Еббу Вейл», Еббу Вейл, Уельс.

### Німеччина
- «БФК Німеччина 1888», Берлін — найстаріший футбольний клуб країни з тих, що збереглися. У 1890 році ця команда виграла перший чемпіонат Німеччини.[1]

### Угорщина
«МТК», Будапешт.

### Нідерланди
- «Спарта», Роттердам.

### Франція
- «Стад Франсе», Париж.

### Бразилія
- Сан-Паулу Атлетік Клуб, Сан-Паулу.

## Чемпіонати

### Велика Британія
Відбувся п'ятий Домашній чемпіонат Великої Британії (за участі чотирьох збірних країни: Англії, Уельсу, Ірландії і Шотландії), в якому перемогу здобула збірна Англії, що перемогла у всіх трьох зустрічах.

### Англія
8 вересня розпочався перший чемпіонат Футбольної ліги. У турнірі взяли участь 12 команд: «Акрінгтон», «Астон Вілла», «Бернлі», «Блекберн Роверз», «Болтон Вондерерз», «Вест-Бромвіч Альбіон», «Вулвергемптон Вондерерз», «Дербі Каунті», «Евертон» (Ліверпуль), «Ноттс Каунті» (Ноттінгем), «Престон Норт-Енд» і «Сток Сіті».

## Національні кубки

### Англія
У 17-му розіграші кубкового футбольного турніру Англії «Вест-Бромвіч Альбіон» з Вест-Бромвіча здобув свій перший титул, подолавши у фінальному матчі на «Кеннінгтон Овал» у Лондоні майбутніх перших чемпіонів Англії (стали ними наступного року) «Престон Норт-Енд» з Престона з рахунком 2:1.

### Північна Ірландія
У 8-му розіграші кубкового футбольного турніру Північної Ірландії «Кліфтонвілль» з Белфаста здобув свою другу перемогу у цьому турнірі, подолавши у фінальному матчі на «Ольстер Крикет Граунд» у Белфасті «Лісберн Дістіллері» з Лісберна з рахунком 2:1.

### Шотландія
У 15-му розіграші кубкового футбольного турніру Шотландії «Рентон» з однойменного містечка здобув свою другу (і останню) перемогу у цьому турнірі, подолавши у фінальному матчі на «Гемпден-Парк» у Глазго «Камбусленг» з однойменного міста з рахунком 6:1.

## Народились
- 3 січня — Артур Беррі, англійський футболіст, чемпіон літніх Олімпійських ігор 1908 та 1912 років.
- 13 січня — П'єтро Леоне, італійський футболіст, гравець клубу «Про Верчеллі» і збірної Італії (9 матчів).
- 22 січня — Йозеф Кальтенбруннер, австрійський футболіст, гравець віденьського «Рапіда» і збірної Австрії.
- 28 січня — Каарло Соїніо, фінський гімнаст і футболіст, бронзовий призер літніх Олімпійських ігор 1908 року з гімнастики, гравець збірної Фінляндії з футболу на літніх Олімпійських ігор 1912 року.
- 1 лютого — Чарльз Дженьюарі, американський футболіст, срібний призер літніх Олімпійських ігор 1904 року.
- 10 лютого — Александр Кадмор, американський футболіст, срібний призер літніх Олімпійських ігор 1904 року.
- 22 лютого — Реймонд Лоулор, американський футболіст, срібний призер літніх Олімпійських ігор 1904 року.
- 22 лютого — Тобер Вестон, англійський футболіст, гравець «Свіндон Таун» (333 матчі, 9 голів), що увійшов до 100 найкращих гравців клубу (95-й) за всю історію.[2]
- 27 лютого — Ріхард Кон, австрійський футболіст і футбольний тренер.
- 11 березня — Герман Гаррн, німецький футболіст, який грав за СК «Вікторія (Гамбург)» та провів 2 матчі за збірну Німеччини.
- 15 березня — Софус Нільсен, данський футболіст і футбольний тренер, гравець збірної Данії (20 матчів, 16 голів).
- 18 березня — Джеррі Доусон, англійський футбольний голкіпер, гравець «Бернлі» (522 матчі) і збірної Англії (2 матчі).
- 17 квітня — Ян Вос, німецький футболіст, бронзовий призер літніх Олімпійських ігор 1912 року.
- 11 травня — Джиммі Блер, шотландський футболіст, гравець «Кардіфф Сіті», «Шеффілд Венсдей» і збірної Шотландії.
- 11 травня — Вітторіо Мореллі ді Пополо, італійський футболіст, і футбольний тренер, гравець клубу «Торіно», а також національної збірної Італії.
- 20 травня — Мозес Рассел, валлійський футболіст, який грав переважно за «Плімут Аргайл» (375 матчів, 5 голів) та провів 23 матчі за збірну Уельсу (1 гол).
- 6 червня — Боб Гленденнінг, англійський футболіст і футбольний тренер.
- 22 червня — Ло Ла Чапелле, німецький футболіст, гравець нідерландського клубу «ХВВ Ден Хааг», бронзовий призер літніх Олімпійських ігор 1908 року.
- 28 червня — Гвідо Ара, італійський футболіст, гравець збірної Італії (13 матчів, 1 гол).
- 6 липня — Феліче Берардо, італійський футболіст, гравець збірної Італії (14 матчів, 2 голи).
- 9 липня — Джеймс Боуї, шотландський футболіст, гравець «Квінз Парк» і збірної Шотландії.
- 24 серпня — Лео Босхарт, нідерландський футболіст, капітан збірної Нідерландів на літніх Олімпійських іграх 1920 року в Антверпені, бронзовий призер тієї Олімпіади.
- 20 серпня — Гаррі Велфер, англійський футболіст і футбольний тренер.
- 16 вересня — Карл Густафссон, шведський футболіст, автор першого голу, забитого збірною Швеції з футболу, учасник літніх Олімпійських ігор 1908, 1912 років та 1920 років, був членом збірної Швеції з футболу на літніх Олімпійських іграх 1924 року, на яуих та стала бронзовим призером, але не провів жодного матчу.
- 29 вересня — Волтер Девіс — валійський футболіст, гравець англійського клубу «Міллволл» та збірної Уельсу (5 матчів, 1 гол).
- 7 жовтня — Артуро Бойоккі, італійський футболіст, гравець збірної Італії (6 матчів, 2 голи).
- 8 жовтня — Джек Герроу, англійський футболіст, який грав переважно за «Челсі» (305 матчів) та провів 2 матчі за збірну Англії.
- 10 жовтня — П'єтро Лана, італійський футболіст, гравець «Мілана» і збірної Італії (2 матчі, 3 голи).
- 27 жовтня — Отто Льобле, німецький футболіст, який грав за «Штутгартер Кікерс» та провів 4 матчі за збірну Німеччини.
- 30 жовтня — Луїс Менгес, американський футболіст, срібний призер літніх Олімпійських ігор 1904 року.
- 2 листопада — Скотт Дункан, шотландський футболіст і футбольний тренер.
- 4 листопада — Ріхард Квек, німецький футболіст, який грав за «Айнтрахт (Брауншвейг)» та провів 3 матчі за збірну Німеччини, забивши 2 гола.
- 22 листопада — Антонін Фівебр, чехословацький футболіст і футбольний тренер.
- 29 листопада — Томас Барн, англійський футболіст, чемпіон літніх Олімпійських ігор 1912 року.